# Palaia anglesa
La palaia anglesa, pelada o capellà (Pleuronectes platessa) és un peix pla molt habitual en els fons sorrencs (aprox 200 m) del mar de Barents i del Mar Mediterrani.

## Característiques
Sol ser de 20 a 30 cm de llarga, té el cos pla i la seva cara dorsal és generalment més fosca que el turbot, la seva carn sol estar clapejada amb uns punts de color ataronjat.

## Usos com a Aliment
A Anglaterra s'empra la palaia com a peix en el fish and chips. En la cuina de Dinamarca i Països Baixos s'empra freqüentment aquest peix.